# Nastri d'argento 1977
La 32ª edizione dei Nastri d'argento si è tenuta nel 1977.

## Vincitori e candidati
I vincitori sono indicati in grassetto, a seguire gli altri candidati.

### Regista del miglior film
- Valerio Zurlini - Il deserto dei Tartari
- Marco Ferreri - L'ultima donna
- Mario Monicelli - Un borghese piccolo piccolo
- Pupi Avati - Tutti defunti... tranne i morti

### Migliore regista esordiente
- Giorgio Ferrara - Un cuore semplice
- Nanni Moretti - Io sono un autarchico

### Miglior produttore
- Edmondo Amati - per il complesso della sua produzione

### Miglior soggetto originale
- Marco Ferreri e Dante Matelli - L'ultima donna

### Migliore sceneggiatura
- Mario Monicelli e Sergio Amidei - Un borghese piccolo piccolo
- Marco Ferreri e Dante Matelli - L'ultima donna
- Federico Fellini e Bernardino Zapponi - Il Casanova di Federico Fellini

### Migliore attrice protagonista
- Mariangela Melato - Caro Michele
- Ornella Muti - L'ultima donna
- Monica Vitti - L'altra metà del cielo

### Migliore attore protagonista
- Alberto Sordi - Un borghese piccolo piccolo
- Ugo Tognazzi - La stanza del vescovo
- Nino Manfredi - Brutti, sporchi e cattivi

### Migliore attore esordiente
- Vincenzo Crocitti - Un borghese piccolo piccolo

### Migliore attrice non protagonista
- Adriana Asti - L'eredità Ferramonti
- Laura Betti - Novecento
- Alida Valli - Novecento

### Migliore attore non protagonista
- Romolo Valli - Un borghese piccolo piccolo
- Giuliano Gemma - Il deserto dei Tartari

### Migliore fotografia
- Giuseppe Rotunno - Il Casanova di Federico Fellini

### Migliore musica
- Fred Bongusto - Oh, Serafina!

### Migliore scenografia
- Danilo Donati - Il Casanova di Federico Fellini

### Migliori costumi
- Danilo Donati - Il Casanova di Federico Fellini

### Regista del miglior film straniero
- Akira Kurosawa - Dersu Uzala - Il piccolo uomo delle grandi pianure (Dersu Uzala)